# Арциньяно
Ардзинья́но, Арциньяно (итал. Arzignano) — город в Италии, располагается в провинции Виченца коммуны Лониго.

## Экономика
Ардзиньяно — исторический центр производства и обработки кожи. Не так давно этот маленький город приносил около 4 % всего ВВП Италии. В Ардзиньяно размещены предприятия мировых лидеров по поставке кожи для производства салонов автомобилей Volkswagen, Audi, Fiat, Alfa Romeo, Lamborgini, Ferrari. Также в городе расположено производство электромоторов и генераторов компании Marelli Motori.
Население составляет 25 957 человек (на 2013 г.), плотность населения составляет 758,31 чел./км². Занимает площадь 34 км². Почтовый индекс — 36071. Телефонный код — 00444.
Праздник города ежегодно празднуется 1 ноября, в День всех святых.
Известен, в частности, мини-футбольным клубом «Арциньяно Грифо» — одной из сильнейших команд Европы.

## Известные уроженцы
- Лука Гьотто, итальянский автогонщик.
- Марция Чельберг, итальянский видеоблогер.